# Англосаксонско изкуство
Англо-саксонското изкуство e създадено по време на Англо-саксонския период в английската история, започвайки с изкуството през Миграционния период, който те донасят от Англия през 5 век и завършва с Норманското завладяване на голям Англо-саксонска национална държава, чието сложно изкуство оказало огромно влияние в голяма степен на Северна Европа през 1066 г. Тези два периода 7 и 8 век се отличили с изключителни постижения – металообработката и създаването на бижута от Сътън Ху заедно със серия от великолепни цветни ръкописи, а след 950 г. настъпва съживяване на английската култура след края на множеството инвазии на викингите. По времето на Нашествието преходът към романски стил е почти завършен. Важните художествени центрове се намирали в различните краища на Англия, през ранния период те били в Нортумбрия, както близо до южното крайбрежие в Уесекс и Кент.
Англо-саксонското изкуство оцелява благодарение на цветните си ръкописи, англосаксонската архитектура, редица много фини изделия от слонова кост, както и чрез някои произведения от метал и други материали. Opus Anglicanum („английска творба“) е призната за най-добрата бродерия в Европа от тази епоха, въпреки че са оцелели само няколко парчета плат от англосаксонския период – Гоблен от Байо е доста различен вид бродерия в много по-голям мащаб. Както и в по-голямата част от Европа по онова време, металообработката е най-високо оценената форма на изкуство от англосаксонците, но почти няма оцелели образци от тогава, заради огромното разграбване на англосаксонските църкви, манастири и притежанията на изгонените благородници от новите норманските владетели в първите си десетилетия, както и от нормандците преди тях както и през английската реформация след тях. Англо-саксонският вкус е благоприятствал яркостта и цвета на метала, необходимо е усилие на въображението, за да се видят изкопаните и износени останки, както са изглеждали първоначално. 
Може би най-известната реликва на англосаксонско изкуство е Гоблена от Байо, който е поръчан от норвежки благородник и е бродиран от английски художници, работещи в традиционния англосаксонски стил. Англо-саксонски художници освен това са създавали и стенописи, творби върху камъни, слонова и китова кост (по-специално Франк Каскет), металообработка (например Фулърската брошка), стъкло и емайл, много примери които са възстановени след археологически разкопки и някои от които са съхранени през вековете, особено в църквите на полуострова, заради иконоборството между викингите, норманите и реформацията между тях след което не оставят почти нищо от периода в Англия, освен книги и археологически находки.